# Rodney Joseph Burn
Rodney Joseph Burn (* 11. März 1899 in London; † 11. Mai 1984 ebenda) war ein britischer Maler und Kunstpädagoge. Er wurde vor allem durch seine Porträts, Landschaften und figürlichen Szenen bekannt.

## Leben

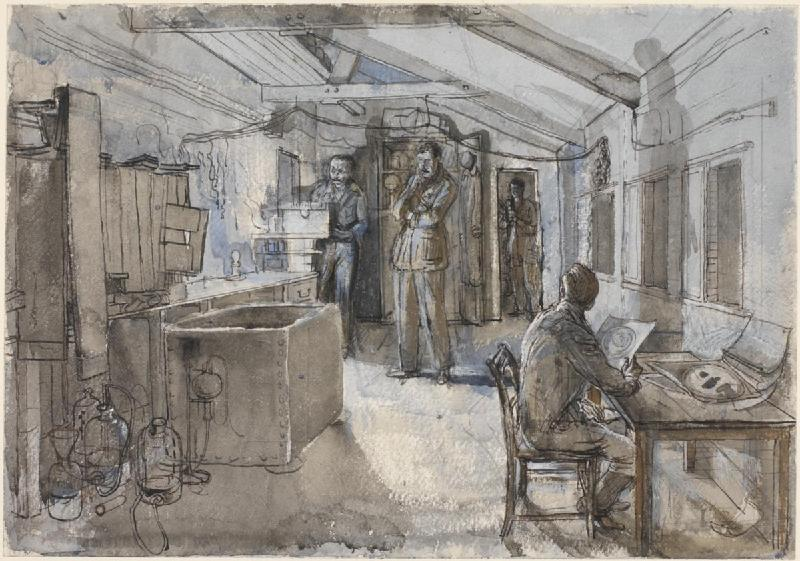
Rodney Joseph Burn: Französische Offiziere, die dem Research and Experiment Department angehören (zwischen 1939 und 1945)

Rodney Joseph Burn wurde in London in eine wohlhabende Familie geboren, besuchte die Harrow School und studierte nach einer Zeit in der Armee während des Ersten Weltkriegs an der Slade School unter Henry Tonks, Walter Russell und Philip Wilson Steer. An der Slade School gewann er zwischen 1918 und 1922 sechs bedeutende Preise und wurde bereits als Student in einem Artikel des Burlington Magazine gewürdigt. Er heiratete die Bildhauerin Margaret Sharwood-Smith. Er hatte mehrere Lehraufträge inne, vor und nach dem Zweiten Weltkrieg am Royal College of Art, an der City and Guilds School und an der Camberwell School of Art. Von 1931 bis 1934 war er gemeinsam mit dem Maler Robin Guthrie als Direktor für Malerei und Zeichnen an der Boston Museum School of Fine Arts in Amerika tätig.
Von 1940 bis 1945 arbeitete er im Camouflage-Directorate in Leamington Spa. Von 1946 bis 1962 war er Ehrensekretär der NEAC und wurde 1962 zum RA gewählt. Seine Werke wurden vom Chantrey Bequest und der Contemporary Art Society erworben und befinden sich in der Tate Gallery, in der Graphischen Sammlung des British Museum sowie in Galerien in Bristol und Brighton. Dank seiner finanziellen Unabhängigkeit konnte er seine letzten Jahre mit Segeln, Reisen durch Europa und Aufenthalten an der Südküste Englands in der Nähe von Chichester sowie der Arbeit in seinem Atelier am Ufer der Themse in Chiswick verbringen. Rodney Burn blieb bis ins hohe Alter künstlerisch aktiv und starb 1984 in London.

## Werk
Rodney Burns Werk ist von einer klassischen figurativen Malweise geprägt, die durch sorgfältige Komposition und eine subtile Farbpalette besticht. Seine Motive umfassten Porträts, Akte, ländliche Szenen und städtische Ansichten. Er verband eine akademische Technik mit einem sensiblen Blick für Atmosphäre und Licht. Seine Bilder zeigen häufig eine stille, poetische Stimmung und wurden für ihre feine malerische Ausführung geschätzt.